# Mjortvyje dusji (miniserie)
Mjortvyje dusji (russisk: Мёртвые души, da.: Døde sjæle) er en sovjetisk miniserie fra 1984 af Mikhail Sjvejtser.
Serien er baseret på Gogols roman af samme navn, på dansk Døde sjæle

## Medvirkende
- Aleksandr Trofimov – Nikolaj Gogol
- Aleksandr Kaljagin – Tjitjikov
- Jurij Bogatyrjov – Manilov
- Larisa Udovitjenko
- Tamara Nosova
- Vladimir Steklov som Petrusjka